# Сан Грегорио неле Алпи
Сан Грего̀рио неле А̀лпи (на италиански: San Gregorio nelle Alpi; на венециански: San Regorio, Сан Регорио) е село и община в Северна Италия, провинция Белуно, регион Венето. Разположено е на 526 m надморска височина. Населението на общината е 1602 души (към 2014 г.).